# Саттон, Стивен
Стивен Саттон (англ. Stephen Sutton; 16 декабря 1994, Барнтвуд, Стаффордшир — 14 мая 2014, Бирмингем, Уэст-Мидлендс) — британский активист и блогер, известный благотворительной деятельностью и помощью подросткам больным раком.

## Биография
Стивен Саттон родился 16 декабря 1994 года в городе Барнтвуд графства Стаффордшир. Посещал начальную и среднюю школу. В юности, Саттон был очень активным ребенком, занимался спортом и легкой атлетикой, в частности, бегом на длинные дистанции и играл в футбол.
В августе 2012 года он окончил технологический колледж Chase Terrace, и подал документы на поступление в Кембриджский университет, чтобы изучать медицину, а также в университеты в Лейцестере и Лидсе. Перед тем, как его заболевание было признано неизлечимым, он отозвал свои заявления.

### Болезнь и благотворительность
Подростком Стивен начал страдать от потери аппетита и веса и испытывал боли в животе, диагноз — рак кишечника ему поставили в 15 лет. Впоследствии он прошел агрессивные радиационные и химиотерапии. Заболевание диагностировали через полгода после появления этих симптомов, когда от невыносимой боли он уже не мог спать. В декабре 2012 года, через два года после установления диагноза, рак был признан неизлечимым после проникновения метастаз в легкие и печень. После коллапса легких 22 апреля 2014 года, Саттон был помещен на систему жизнеобеспечения, находясь в стабильном состоянии.
После обнаружения диагноза, Саттон начал участвовать в благотворительных акциях с фондом «Teenage Cancer Trust», а затем основал свой собственный веб-сайт и блог в Facebook «История Стивена» англ. Stephen's Story в январе 2013 года. Там он составил список дел, которые хотел бы успеть сделать перед смертью — их оказалось 46. Первым оказался сбор средств с начальной целью в 10 тысяч фунтов стерлингов для программы Teenage Cancer Trust, направленной на борьбу с раком у подростков. После неожиданной поддержки, сумма была повышена до 100 и 500 тысяч в том же году, перед тем, как дошла до 1 миллиона в марте 2014 года. Во время кампании по сбору средств, Саттон был поддержан несколькими знаменитостями, в первую очередь Джимми Карром, Джонатаном Россом и Джейсоном Мэнфордом. Последний пожертвовал 10 тысяч, в то же время выделяя на благотворительность весь доход из своего комедийного клуба в течение апреля. После госпитализации Саттона в апреле 2014 года, Мэнфорд стал неофициальным представителем благотворительной организации. Он также начал кампанию «#thumbsupforStephen», просящей людей сделать селфи, способствующие продвижению кампании.
3 мая 2014 года Саттон был выписан из больницы после резкого улучшения его состояния. Позже в тот же день он встретился с премьер-министром Великобритании Дэвидом Кэмероном, который высказался в поддержку кампании и стал одним из более чем 200 тысяч фолловеров Стивена в Twitter.
Конечная цель Саттона в 1 миллион фунтов стерлингов была достигнута 23 апреля 2014 года, и на 8 мая сумма составила более 3,2 миллионов.
4 мая 2014 года Стивен помог сделать новый мировой рекорд Гиннесса по наибольшему количеству людей, «сделавщих жесты рук в форме сердца».

### Смерть
Стивен Саттон скончался 14 мая 2014 года в возрасте 19 лет в больнице королевы Елизаветы в Бирмингеме. Незадолго до этого, Стивен написал на своей странице в Facebook — «Моя жизнь была прекрасна». О смерти Стивена, сообщила в Facebook его мать:
Мое сердце рвется от гордости, но оно разбито из-за моего смелого, бескорыстного сына, который был образцом для подражания и ушел мирно, во сне, в ранние утренние часы. Постоянная поддержка и любовь к Стивену поможет пережить это тяжелое время точно так же, как помогало Стивену на всем протяжении его жизни. Мы все знаем, что он никогда не будет забыт.
21 мая было объявлено, что общественная панихида пройдёт 29 мая в Личфилдском соборе перед частной церемонией семейных похорон, назначенных на следующий день.

## Память
13 июня 2014 года на День рождения королевы Стивен Саттон был посмертно награждён Орденом Британской империи «за заслуги в благотворительности» (указ был от 14 мая). Стивену успели сообщить о том, что он представлен к награде. Его мать, Джейн, сказала, что «хотя Стивен постоянно говорил всем нам, что он занялся благотворительностью не для известности, даже он признавал, что назначение его кавалером ордена Британской империи стало потрясающим».